# Mass Effect 3
Mass Effect 3 é um jogo de Ação desenvolvido pela BioWare e publicado pela Electronic Arts em março de 2012 para Xbox 360, PlayStation 3 e Microsoft Windows. O jogo marca o terceiro e último capítulo da trilogia Mass Effect. Uma versão para o Wii U intitulada de Mass Effect 3 Special Edition foi lançada mais tarde, em novembro de 2012.
Mass Effect 3 segue os eventos da DLC de Mass Effect 2, Arrival, e o protagonista mais uma vez será Commander Shepard, em uma missão em que ele tenta salvar a galáxia da ameaça dos Reapers, juntando todas as civilizações da galáxia, enquanto precisa lidar com a Cerberus, que decidiu se virar contra ele.

## Jogabilidade
As decisões do personagem serão importadas de Mass Effect e Mass Effect 2 para manter continuidade à série.  Ao terminar o jogo, terá uma opção de New Game+, que deixará os jogadores recomeçarem a história, para poder coletar os itens que foram deixados ou esquecidos. Se os jogadores conseguiram interesse amoroso em Mass Effect e Mass Effect 2, então existirão dois interesses amorosos disputando a atenção de Shepard em Mass Effect 3,  criando um triângulo amoroso, que será resolvido no final do jogo.
Novos locais foram introduzidos em Mass Effect 3, incluindo o planeta originário dos Salarian (Sur'Kesh), dos Asari (Thessia), dos Turian(Palaven), dos Quarian (Rannoch), uma estação humana de mineração em uma cratera de Marte, e uma cidade gigante da Terra, representando a combinação de Seattle e Vancouver. Os jogadores também poderão voltar para Tuchanka, o planeta originário dos Krogan, e Illium.
Em junho de 2011, a BioWare confirmou o retorno de diversos personagens. São eles: Illusive Man, Garrus Vakarian, Liara T'Soni, Kaidan Alenko or Ashley Williams, Legion, Tali'Zorah, Urdnot Wrex, Jack, Mordin Solus, Ambassador Udina, Captain Anderson, Zaeed Massani, Jacob Taylor e Miranda Lawson de Mass Effect e Mass Effect 2. Alguns personagens não voltarão se forem mortos em algum ponto dos jogos anteriores. O número de personagens disponíveis como companheiros de equipe será menor que em Mass Effect 2, para ajudar nos desenvolvimento de relações mais profundas e interação mais interessante, incluindo relações bissexuais tanto para Shepard masculino quanto feminino. BioWare também confirmou um novo personagem chamado James Vega.

### Combate
O combate em Mass Effect 3, foi radicalmente mudado e refinado de Mass Effect 2, e uma maior ênfase na parte de tiro em terceira pessoa fazem do jogo mais comercialmente viável. Em um preview para a IGN, o editor Arthur Gies disse que o jogo "parece muito mais com um shooter", e que "com um combate sábio, Mass Effect 3 está num espaço totalmente diferente" dos dois primeiros jogos.
O sistema de cover da série foi melhorado. Agora, os jogadores não precisam mais entrar em cover para pular sobre objetos. Também, os jogadores tem muito mais opções para a movimentação no campo de batalha, incluindo rolagem lateral, uso de escadas e um sprint mais refinado. Os jogadores também poderão atirar cegamente de locais de cover, e terão oportunidade de atirar em algumas partes da armadura e desmembrar os inimigos. Movimentar-se e atirar, um "método suicida" em Mass Effect 2, finalmente tornar-se-á uma opção viável, pela revisão do sistema de combate corpo-a-corpo. Os jogadores poderão executar diversos tipos de socos e ataques, e mortes instantâneas serão introduzidas especificamente para cada classe; por exemplo: ao segurar o botão de ataque, Shepard executará um golpe com sua Omni-blade que matará o inimigo instantâneamente. Granadas convenciais também estarão disponíveis.

## História
Predefinição:Cronologia Mass Effect
A sinopse oficial da EA Games disse:

A Terra está sendo invadida pelos reapers, uma raça terrível de máquinas começou a destruição da raça humana. Como Comandante Shepard, sua única esperança para salvar a humanidade é se aliar às outras civilizações da galáxia e participar de sua última missão para reconquistar a Terra.

## Desenvolvimento
A produção de Mass Effect 3 começou antes do lançamento de Mass Effect 2. Em entrevista com a IGN na Consumer Electronic Show no dia 8 de janeiro de 2010, Casey Hudson admitiu que "Já começamos a trabalhar em Mass Effect 3", complementando, "Começando as primeiras partes da história, juntando tudo." Em outra entrevista no mesmo mês, Hudson revelou que o jogo poderia estar pronto no final de 2011 ou no começo de 2012.
No dia 04 de de julho de 2010, a Electronic Arts postou a sinopse oficial de Mass Effect 3 no seu site. No dia seguinte, o jogo foi confirmado para o lançamento no natal de 2011, e foi acompanhado por um trailer.
Em março de 2011, a atriz Tricia Helfer anunciou no Twitter que ela já tinha começado as gravações de voz para a personagem EDI, a Inteligência Artificial da Normandy.

## Trilha Sonora
Numa entrevista casual com The Quietus no dia 9 de fevereiro de 2011, o compositor Clint Mansell declarou "Estou fazendo um jogo esse ano. Mass Effect 3". Por Twitter no dia 10 de fevereiro de 2011, o compositor Jack Wall, responsável pelas músicas dos jogos anteriores da franquia Mass Effect, confirmou não ter envolvimento com a produção de Mass Effect 3. Uma outra declaração sua concluiu que ele "não estará retornando ao último jogo", por conta razões complicadas e não-detalhadas. Ele também usou conotações positivas em relação a Mansell.
Mais tarde, a Electronic Arts confirmou o envolvimento de Mansell por uma atualização na sua página do Facebook.

## Recepção
Mass Effect 3 na altura do seu lançamento foi muito bem recebido pela critica especializada mantendo uma percentagem de 93% no site Metacritic e 90% no Game Rankings.

### Critica Especializada
IGN atribuiu a Mass Effect 3 a pontuação de 9.5/10 e chamou-o de "jogo absolutamente fantástico". Andrew Reiner da Game Informer deu uma pontuação de 10/10 comentando que "BioWare entregou-nos uma dos mais intrincados e bem escritos argumentos na história dos videojogos." A 1UP com a nota "A" afirma "Uma extraordinária conclusão de uma grande trilogia...A minha (e a tua) história de Shepard chega à sua conclusão num dos melhores jogos de ação de 2012."